# 贾跃亭
贾跃亭（1973年12月15日—），中國山西省襄汾县北膏腴村人，乐视控股集团创始人、前董事长、首席执行官。现旗下拥有包括乐视网、乐视体育、乐视影业、乐视汽车等在内的公司及品牌。樂視網相關生意失敗後，現在海外工作。中国證監會對其發出警告信，要求其回國，但未被理會。其目前在眾多官司訴訟之中，但是案件尚在民事領域，未有消息表示其被通緝。據2019年4月消息，於北京法院审判信息網揭露，贾跃亭名下欠債未還的案件金額達70億人民幣以上。2019年10月13日，賈躍亭在美國主動申請個人破產重組。

## 生平

### 早期发展
贾跃亭生于山西省襄汾县汾城镇北膏腴村，小名牛娃。他的父亲是教师，母亲无业。他有一个哥哥和一个姐姐。姐姐贾跃芳比他大十岁，哥哥贾跃民比他大五岁。贾家经济拮据，全家的经济来源仰仗父亲的工资。贾家住在土坯房里，没有玻璃，贾跃亭的父亲用塑料布堵住窗户御寒。贾跃亭在北膏腴村长大。高中时，他就读于汾城镇高级中学校，离北膏腴村不远。这时，他的哥哥和姐姐都已考上了大学、离开了北膏腴村。据称，高中时代贾跃亭的成绩在班里排在上中等。1992年，高中毕业的他考入山西省财政税务专科学校财政专业。据说，他在学校里成绩一般，有过补考经历，计算机课程的成绩明显比其他课程高；那时他喜欢吉他。1995年，他从这所学校毕业。在山西省财政税务专科学校读书期间，他与同班同学、垣曲县人李莉相恋。
毕业后，贾跃亭随女友回到垣曲县，两人后来结婚。1995年9月至1996年7月，贾跃亭在山西省垣曲县税务局任网络技术管理员，从事网络维护和支持工作，开始接触移动通讯。1996年，在岳父李广彬（时任垣曲县副县长）的帮助下，贾跃亭在垣曲县舜王大街开办卓越实业公司，然而并未获得盈利，其创办的卓越中学也被迫关门。2002年，贾跃亭在山西省太原市创办山西西贝尔通信科技有限公司，并任总经理，积累无线流媒体研发经验；并在一年时间内，西贝尔拿到了中国联通在山西大半的业务。但是新的创业并未带来更大的利润，西贝尔除了2002年有微利外，此后连续三年都是在亏损状态，数字均在人民币数百万元。
他基于当时3G牌照很可能快速推出的预期，预见中国无线流媒体应用的前景，进行研发；并在西伯尔通信团队设计下，于2004年形成《无线流媒体平台与管理系统V1.0》，版权由贾跃亭获得。2003年，贾跃亭带领团队进入北京，创建北京西伯尔通信公司。2004年11月，脱胎于北京西伯尔通信公司移动业务部的乐视网成立，在北京中关村高科技产业园区注册成功。

### 乐视网
当时互联网视频领域主要由VOD视频点播模式、视频分享模式、P2P技术为核心的软件客户端三种，而乐视网的模式则在于一方面由免费客户端，由用户自由上传分享；另一方面则购买版权内容进行互联网收费发行。这一模式为乐视网后续发展奠定基础：随着网络带宽提高，互联网影视发行逐步取代音像市场发行，而政府对版权态度逐渐明朗化，促使同类的盗版网站接连关闭；版权成本增加、和乐视网的先行优势，使得乐视网用低价建立起近1万小时的正版内容库，迅速成为中国最大的有版权的影视库，并形成行业壁垒。
2005年，乐视网成为中国联通的流媒体内容提供商；2006年，乐视网开始与中央电视台展开电视合作运营，并培养手机视频产品团队。2007年，乐视网为央视手机直播春晚提供支持；2008年，乐视网又与中国电影集团签署网络视频和手机视频的独家合作。2010年，乐视网又拓展乐视TV云视频超清机，布局互联网电视。
2006年开始，中国大陆地区视频网站大量出现，土豆、优酷、酷6相继成为行业领头羊，这些公司分别获得创业投资，在美国上市。乐视网于2010年6月首发通过，8月登陆创业板，公开发行股票2500万股，总股本1亿股，发行价29.20元/股。乐视网也成为中国IPO股票中第一个网络视频公司。当时，乐视网在中國国内网站流量排名中位于168位，远远落后于优酷的第10位、土豆的第12位。就在乐视上市前10天，流量排名远在乐视之前的酷6网借壳华友世纪实现纳斯达克上市，但纳斯达克对酷6网的估价不到乐视的1/10 。在上市时，相比不少流量更大的视频网站，乐视网宣称的优势是财务状况更为健康。乐视网在2008年融资时就声称“已经盈利”，而当时很多中國国内“主流”视频网站仍然处于亏损状态。贾跃亭致力于打造基于视频产业、内容产业和智能终端的“平台+内容+终端+应用”完整生态系统，被业界称为“乐视模式”。上市后，乐视网获得了巨大发展，第一年的销售收入同比增长67%、利润增长60%。第二年（2011年），收入和利润继续保持在60%以上。2012年甚至两者超过了100%。然而2017年10月30日，多家媒体报道称，乐视网IPO财务造假，参与乐视网IPO审核的多位前发审委委员近期被调查。华兴资本CEO包凡(微博)在这篇报道中指出：“一个排名第17位的视频网站，却有业内第一的财务指标，变戏法啊。”

### 乐视危机
与此同时，2008年，贾跃亭和张昭创办乐视影业，领导公司成功推出了以大数据为基础的O2O市场模式，使得公司的市场份额位列五大民营电影公司前三位。2012年8月，他继续创建乐视致新，推出了乐视盒子、超级电视等产品。2013年，推出乐视TV超级电视；同年9月30日，收购花儿影视。贾跃亭的一系列大胆资本运作，不仅为乐视网创造巨大效益，也为他个人凝聚了大量人气。
2014年，贾跃亭和乐视网遭遇到了重大挫折。同年爆发令计划案及山西官场地震。令完成妻弟及“汇金立方系”曾早期控股乐视网，当年6月，贾跃亭在令计划的兄长，时任山西省政协副主席的令政策被立案调查之后几天，旋即出国“考察”。他在北美、欧洲、东南亚布局乐视海外生态战略，并多次停留香港。同年7月15日，广电总局两次下令整顿商业网站与牌照商合作，并点名乐视网的乐视盒子违规违法，逼使乐视网两次停盘以应对股价暴跌及市场波动。在长达近半年时间内辗转香港、美国、德国、意大利等地，直到11月被劝返，而一个月后令计划即落马。贾跃亭也因过度忙碌，而被发现患有胸腺瘤，在香港医生建议下，他于同年11月接受了切除手术，并在同月康复返回大陆，关于他和乐视的谣言及困境也随之消除。
贾跃亭之后进一步加快了市场拓宽和海外资本运作的步伐，乐视致新、乐视移动、乐视影业、乐视体育、网酒网、乐视控股等纷纷建立。2014年，乐视全生态业务总收入接近100亿元。他获得《福布斯》中文版“2014年中国上市公司最佳CEO”第一名。同年获《中国证券报》评选的第16届上市公司金牛奖中，获得最佳领袖奖。同年12月，贾跃亭宣布乐视“SEE计划”，将打造FF超级汽车以及汽车互联网电动生态系统。而乐视网则加速向自制、体育、综艺、音乐、动漫等领域发力。2016年4月20日，乐视发布会，贾跃亭成功宣布了乐视手机2、乐视超级电视、乐视VR头盔和乐视超级汽车四款产品和概念。5月24日，贾跃亭参加李克强总理在黔对话会，共话大数据发展。乐视汽车对外宣称将建厂美国内华达州。2016年11月该州財政部長施瓦澤表示，樂視整個公司就是龐氏騙局，不斷宣布新項目來融資和獲取資源，但都是用以拯救之前項目缺口而新項目無進展。

#### 失信人名单
2017年3月开始北美FF总部出现有规模的裁员，并且有信息指出有假招聘现象，直到5月北美总部已经接近人去楼空和出现贱卖办公用品的现象。2017年5月21日，贾跃亭申请辞去乐视网总经理职务，专任董事长一职，乐视网总经理职务改由梁军担任。2017年7月6日，贾跃亭辞去乐视网包括董事长在内的所有职务，但将担任乐视汽车的全球董事长。贾跃亭本人在宣布辞职消息发布前一天突然离开中国前往美国，理由是为乐视FF汽车在美进行融资，并将于两周后回国。然而截止今并未返回，證監局兩度發令通告其回國處理債務，但置之不理，並有記者潛入北美FF总部發現只有兩名管理員，沒有任何設備，當地居民表示從未有開工跡象，該廠區是一座倒閉工廠被贾跃亭承租，之後掛上了帆布製FF招牌就空置至今。
2017年9月7日，中国最高人民法院下属的中国执行信息网公布信息，乐视控股（北京）有限公司和乐视移动智能信息技术（北京）有限公司被列入了全国失信执行人名单(俗稱老賴黑名單)。而赴美逾期不归的贾跃亭依旧担任乐视控股的法人。12月11日，北京市第三中级人民法院将贾列为失信被执行人。12月25日，北京证监局发布通告，责令贾跃亭于2017年12月31日前回国，切实履行公司实际控制人应尽义务，配合解决公司问题。然而贾跃亭并未遵守通告规定回国。对此，贾本人回应称，已委托妻子甘薇和哥哥贾跃民全权代理其行使上市公司股东权利和履行股东责任。12月份賈躍亭本人因積欠證券公司股款也被列入失信人名單，從此不得進行高消費及搭乘飛機、高鐵等。另外贾跃亭的个人资产也被法院查封。“下周回国”也成为了贾跃亭的外号。
2017年聖誕節前後為媒體釋疑，賈躍亭隔海公布一張倫敦FF總部照片，公司前有七輛疑似FF汽車的模型或真車，無法確認，周邊包圍上百名帶聖誕帽的外國人大合照，其稱這些人都是員工。

### 代夫出征
2018年元旦其妻甘薇回國，並帶有授權書全權處理賈躍亭債務問題，並表示全家沒有欠債潛逃，家中只有兩套房產都已經被查封，其餘動產金錢也查封，公司款項從未用於家庭支出等聲明，並交代外界質疑的財務概況：
- 出售樂視股權所得僅97億元人民幣[31]
  - 其中20億元交欠稅
  - 質押股票的貸款欠債69億元償還
- 欠債2014年至今利息17.4億元償還
- 股權投資約16億元
- 經營投入152億元

總支出在274億以上，所以不但錢未私用還個人替公司擔保177億多欠款，尚在滾利息，此為甘薇目前說法。
隨後1月3日央視以長達半小時專題報導節目探討樂視案，節目中暗示賈躍亭姐姐也參與公司系列案件並有70多億人民幣資金去向不明，間接質疑甘薇說法，且表示今後調查方向各方與民間訴訟人不應再採信姊弟倆提供的資金去向資料，而必要時等刑事判決確定透過國際刑警組織將其抓捕歸案。央視財經台同日專題報導暗示，賈家的操作手法是利用境內上市公司舉債，錢抽往海外搞投資項目，在海外無法監管下可以隨意花錢，例如購買豪宅或給自己上億年薪，之後再回國以「投資失敗」做結案，一切合法。節目中律師專家表示已經不是證券行政機構管理範圍，應該報警將其交給公安處理，節目引用格力電器董明珠的評論「我不知道賈躍亭最初是不是想騙錢，但結果就是如此，我相信帮贾跃亭的人太多太多，结果让太多人失望。」
2018年1月7日，贾跃亭妻子甘薇在微博发布声明称，在过去一周，甘薇通过资产抵债和出售资产的方式，已出售两笔资产，实现很小一部分债务的实质解决。她还表示将与银行寻求沟通，希望能对已冻结的资产进行相应比例的解冻，以便于偿还更多债权人的债务。農曆新年期間鳳凰衛視拍攝到其在美國的巨大濱海豪宅過年，有龐大的玫瑰花園。

### 後續法律战

#### 浙商银行申請扣押財產
2018年8月6日晚间，中国裁判文书网民事裁定书公示因金融借款合同纠纷，浙商银行已向法院申请财产保全，请求依法冻结乐视体育文化产业发展（北京）有限公司、贾跃亭、乐视控股（北京）有限公司和厦门章鱼互动共2.06亿元银行存款或者查封、扣押其他等值财产。申请人为浙商银行北京分行。浙商银行股份有限公司出具担保函为本案提供担保。
民事裁定书裁判日期为2018年7月27日。裁定书称，查封、扣押、冻结乐视体育、贾跃亭等被申请人的财产，限额约2.06亿元人民幣，冻结银行存款的期限为一年，查封动产的期限为两年，查封不动产、冻结其他财产权的期限为三年。被申请查封的三家公司均与贾跃亭有关：
- 乐视控股（北京）有限公司，贾跃亭为实际控制人持有92.07%股权
- 乐视体育由贾跃亭、贾跃芳持股32.05%
- 厦门章鱼互动公司即為直播平台章鱼TV；2016年1月乐视体育以3亿元对价收购章鱼TV；不过到2018年6月資料乐视体育退出投资人名单，该公司股东已经变更为自然人都炳司、张磊及北京二八零五体育科技（有限合伙），自然人股东都炳司持有45%股份[36]。

#### 恒大投資糾紛
贾跃亭逃亡海外不歸其實主要放出的信息圍繞FF電動車公司，其不斷企圖使社會相信FF電動車將全面成功助他翻身還清債務，但此電動車炒作數年依然是雲山霧罩，無人實際看到量產和實車記者評鑑，更不知要如何獲利大賺。2018年上半恒大集團下的恒大健康曾參與贾跃亭以超級投票權為條件的融資，利用Smart King子公司持有FF電動車股份並承諾注資七億美金，恒大健康也是風暴中唯一響應參與他電動車籌資的公司，不料八月份雙方突然翻臉互相鬧上法庭，恒大指控贾跃亭財務不透明，第一筆5億美金以極快速度就燒完，許多用途交代不清，他們要執行協議中的查帳權時派出的查帳員被強行趕走。於是暫時扣住後續2億美金並指控贾跃亭又意圖開新條件另找投資者，而新投資者條件可能稀釋恒大的權益，所以訴訟仲裁阻止其違約行為。
但贾跃亭一方反控，恒大从一开始就策划好「一場奸計」挖洞給FF跳，而此事頭尾外界依然霧裡看花，因最重要的關鍵內情並沒漏於新聞媒體，也就是恒大若花5億美金策畫一場計謀那究竟圖的是什麼? 贾跃亭還有什麼外界不知的資產或利益能被人所圖，這點沒有說明無法取信於人。而如果恒大是善意投資人，認為FF汽車有可為而投資，卻又為何短短幾個月就鬧翻，其指控的投資款花銷去向問題外界至今沒有得知細節。
唯一確認的消息是此風波後FF請來的外籍高層已經全部離職，包含招牌效果的前通用汽车高管Peter Savagian和FF创始設計師Nick Sampson，而Sampson受訪表示FF公司早已资不抵债，前途堪憂。
2018年12月，位于加利福尼亚州的联邦法院冻结了贾跃亭对FF汽车所持有的股份，同时对贾跃亭名下的位于加利福尼亚州的庄园下达冻结保护法令。
2019年4月26日、29日，乐视网及贾跃亭收到中国证券监督管理委员会的《调查通知书》，通知书指出贾跃亭涉嫌信息披露违法违规等行为被立案调查。
2019年4月30日法拉第未来（Faraday Future）宣布获2.25亿美元债权及信托融资。
2019年9月3日，法拉第未来宣布贾跃亭辞去原CEO职务，出任首席产品和用户官。原职务由毕福康接任。

### 主動申請個人破產
賈躍亭發聲明指，他已於2019年10月13日在美國主動申請個人破產重組。根據方案，賈氏將同時設立債權人信託，並在條件滿足的情況下把全部在美國資產轉讓給債權人。完成後，賈躍亭將不再持有任何法拉第未來的控股母公司 Smart King 股權，解決賈氏的直接、個人擔保及間接債務問題。賈躍亭90%以上的債務都是替公司擔保的債務，自從被超額凍結所有賈氏和樂視的資產及銀行經營帳戶，已直接導致公司無法正常運營。文中指出，樂視崩塌以來，截至目前賈躍亭已替公司償還債務逾30億美金，待償還債務總額36億美金，減去已凍結待處置國內資產以及可轉股的擔保債務，債務淨額爲20億美金。2020年6月26日，賈躍亭完成個人破產呈請程序。

### 罰款
2021年4月12日，北京证监局以樂視網2007年至2016年连续十年财务造假等為由，对贾跃亭罚款2.41亿元。4月13日，证监会宣佈對贾跃亭作出終身禁入证券市場的處罰。
2023年6月6日，北京金融法院对贾跃亭发布限制消费令，申请人为中国证监会，涉及行政非诉执行一案，原因是未按时履行生效法律文书确定的给付义务。

## 个人生活
贾跃亭有三次婚姻。现在妻子是演员甘薇，两人于2009年结婚。2014年12月10日，两人的双胞胎女儿降生。